# Пайербах
Пайербах (нем. Payerbach) — ярмарочная коммуна (нем. Marktgemeinde) в Австрии, в федеральной земле Нижняя Австрия. 
Входит в состав округа Нойнкирхен.  Население составляет 2248 человек (на 31 декабря 2005 года). Занимает площадь 17,66 км². Официальный код  —  3 18 21.

## Политическая ситуация
Бургомистр коммуны — Петер Паза (PP) по результатам выборов 2005 года.
Совет представителей коммуны (нем. Gemeinderat) состоит из 21 места.
- Партия Pro-Payerbach занимает 10 мест.
- СДПА занимает 8 мест.
- Партия LEK занимает 3 места.